# Dewar-Chatt-Duncanson-Modell

Nach dem DCD-Modell kann man die chemische Bindung in Metall-Olefin-Komplexen durch eine σ-Donor-Hinbindung (hier blau markiert) aus dem besetzten π-Orbital des Olefin-Liganden in ein d-Orbital des Metalls und eine (schwache) π-Donor-Rückbindung (rot markiert) aus einem anderen, besetzten d-Orbital in die antibindenden π*-Orbitale des Liganden verstehen. Für eine Wechselwirkung müssen die Orbitale passende Symmetrie, passende räumliche Ausrichtung und ähnliche Energie besitzen. Man beachte, dass die Hinbindung aufgrund der Rotationssymmetrie um die z-Achse eine σ-Bindung ist, während die Rückbindung eine π-Bindung ist.

Das Dewar-Chatt-Duncanson-Modell (DCD-Modell) ist ein Bindungsmodell der Organometallchemie zur Beschreibung von Übergangsmetall-Olefin-Komplexen. Das Modell ist nach Michael J. S. Dewar, Joseph Chatt und L. A. Duncanson benannt, die es 1951 (Dewar) bis 1953 (Chatt und Duncanson) entwickelten. Das Modell kann auch auf Übergangsmetall-Alkin-Komplexe, Übergangsmetall-Carbin-Komplexe und Sigma-Komplexe angewendet werden. Mithilfe des DCD-Modells gelang es zum Beispiel, mehr als 100 Jahre nach der Entdeckung des Zeise-Salzes im Jahr 1827, die chemische Bindung darin zu erklären. Das DCD-Modell wurde mit quantenchemischen Rechnungen unter anderem von Roald Hoffmann und Gernot Frenking untersucht.

## Übersicht
Durch strukturelle Untersuchungen findet man bei Metall-Olefin-Komplexen einen Verlust der Planarität des koordinierten Olefins. Diese Deformation ist beim Ethen am geringsten und nimmt mit zunehmender Elektronegativität der Substituenten zu. Damit verbunden ist eine Verlängerung der C=C Bindung im Olefin bei Koordination verglichen mit dem freien Olefin. Hieraus stellt sich die Frage, wie die chemische Bindung in solchen Verbindungen verstanden werden kann. Die Bindung in Metall-Alken-Komplexen kann mithilfe von zwei Grenzfällen beschrieben werden: Als planares Metall-Olefin-Addukt (auch: Metall-Olefin-Komplex, Metall-{\displaystyle \pi }-Komplex) oder als Metallacyclopropan:
Die realen Bindungsverhältnisse liegen zwischen diesen beiden Grenzfällen. Man beachte, dass es sich hierbei tatsächlich um mesomere Grenzstrukturen handelt. Dies scheint widersprüchlich, da der Grenzfall des Metallacyclopropans durch eine oxidative Addition des Olefinliganden beschrieben werden könnte, was die Oxidationszahl des Metalls um zwei erhöht. Beide Strukturen werden allerdings per Konvention als {\displaystyle \eta ^{2}}-Komplexe betrachtet, um Unklarheiten bei der Zuordnung von Oxidationsstufen zu vermeiden (eine Analyse der Orbitalsymmetrie von Roald Hoffmann rechtfertigt dies). Die mesomere Grenzstruktur des Metallacyclopropans darf nur gezeichnet werden, wenn das Metall mindestens zwei Valenzelektronen zur Rückbindung zur Verfügung hat. Es sollte nicht gezeichnet werden, wenn das Metall keine Valenzelektronen besitzt.

### Diskussion der Grenzfälle
Alkene und Alkine allgemein sind Lewis-Basen und können als {\displaystyle \sigma }-Donor-{\displaystyle \pi ^{*}}-Akzeptor-Liganden wirken. Das DCD-Modell erklärt den Grenzfall des Metall-Alken-Addukts. Hierfür wird die chemische Bindung als {\displaystyle \sigma }-Donor-/Hinbindung aus dem {\displaystyle \pi }-Orbital des Olefinliganden in ein leeres Metallorbital und eine {\displaystyle \pi }-Akzeptor-/Rückbindung aus einem besetzten Metallorbital in ein leeres {\displaystyle \pi ^{*}}-Orbital des Alkens beschrieben. Welche mesomere Grenzstruktur (DCD-Modell oder Metallacyclopropan) die chemische Bindung besser beschreibt hängt von der Stärke der Rückbindung ab.
Das DCD-Modell beschreibt den Grenzfall einer schwachen Rückbindung, während Metallacyclopropane für eine starke Rückbindung eine zutreffende Beschreibung sind. Sowohl die Hinbindung aus dem {\displaystyle \pi }-Orbital des Liganden in das {\displaystyle d}-Orbital des Metalls als auch die Rückbindung aus einem {\displaystyle d}-Orbital des Metalls in das {\displaystyle \pi ^{*}}-Orbital des Liganden schwächen und verlängern die C=C-Bindung und stärken die M-C-Bindung. Je stärker {\displaystyle \pi }-basisch das Metall ist, desto stärker ist die Rückbindung. Gegenüber elektronenarmen Metallatomen sind Olefine nur schwach bindende Liganden. Die strukturelle Übergang zu einem Metallacyclopropan ergibt zwangsläufig eine Aufhebung der C=C Doppelbindung durch Steigerung des {\displaystyle p}-Anteils der Hybridisierung der Kohlenstoffatome des Olefin-Liganden.
Sehr elektronegative Reste am Olefinliganden begünstigen sowohl eine stärkere Rückbindung als auch eine Erhöhung des {\displaystyle p}-Anteils. Nach dem DCD-Modell besitzen die C-Atome des Olefinliganden eine positive Partialladung {\displaystyle \partial ^{+}}, weil die {\displaystyle \sigma }-Hinbindung ({\displaystyle \pi \rightarrow d}) zu einer Verringerung der Elektronendichte im Olefinliganden führt, die aufgrund der schwachen {\displaystyle d\rightarrow \pi ^{*}}-Rückbindung nicht kompensiert wird. Diese positive Partialladung kann zur Aktivierung von Olefinen genutzt werden, um sie für einen nucleophilen Angriff zugänglich zu machen. (Da nicht koordinierte Olefine für einen nucleophilen Angriff nicht zugänglich sind, wohl aber für einen elektrophilen Angriff, führt die Koordination zur Umpolung des Olefins).
| Eigenschaft                                                  | Grenzfall: Dewar-Chatt-Duncanson-Modell (Metall-Olefin-Komplex) | Grenzfall: Metallacyclopropan |
| ------------------------------------------------------------ | --- | --- |
| Mesomere Grenzstruktur                                       | | |
| Bindungssituation                                            | Donor-Akzeptor-Bild: - eine delokalisierte 2-Elektronen-3-Zentren (2e3c) MC2-{\displaystyle \sigma }-Bindung (Hinbindung, hier blau dargestellt) - eine delokalisierte 2-Elektronen-3-Zentren (2e3c) MC2-{\displaystyle \pi }-Bindung (Rückbindung, rot dargestellt) | kovalentes Bild: - zwei lokalisierte 2-Elektronen-3-Zentren (2e2c) MC-{\displaystyle \sigma }-Bindungen ({\displaystyle \pi }-Bindung nicht vorhanden) |

MO-Diagramm eines quadratisch pyramidalen d^{6}-ML_{5}-(η^{2}-C_{2}H_{2})-Komplexes. Nach dem Dewar-Chatt-Duncanson-Modell gibt es eine π → d_{z}^{2} σ-Donor-Bindung (Hinbindung, blau) aus dem besetzten π-Orbital des Olefin-Liganden in das d_{z}^{2} Orbital des Metalls und eine schwache d_{yz} → π*-Rückbindung (rot) aus dem besetzten d_{xz} Orbital in das π* Orbital des Ethen-Liganden. Die Orbitale d_{xy} und d_{xz} des Metalls wechselwirken nicht mit den Orbitalen des Olefin-Liganden, da keine Überlappung zwischen ihnen möglich ist. Man beachte, dass die Hinbindung aufgrund der Orbitalsymmetrie ein σ Orbital (rotationssymmetrisch um die z-Achse) und die Rückbindung ein π Orbital ist. Das d_{z}^{2} Orbital des Metalls ist aufgrund des Liganden gegenüber der freien Koordinationsstelle polarisiert. Das d_{x2-y2 }Orbital des Metalls wechselwirkt nicht mit dem Liganden und ist deshalb nicht abgebildet. Zudem werden als andere Liganden als reine σ-Donoren angenommen.

| Beschreibung des Alken-Liganden                              | Alken als einzähniger Ligand (planar) | Alken als biradikalischer, zweizähniger Ligand (nicht planar)                                                                                          |
| Stärke der {\displaystyle d\rightarrow \pi ^{*}}-Rückbindung | schwach | stark |
| C=C Bindungsordnung                                          | 1,5 bis 2 | 1 bis 1,5 |
| C=C Bindungslänge                                            | fast so kurz wie in Ethen | länger als in Ethen |
| M-C-Bindungslänge                                            | vergleichsweise kurz | vergleichsweise lang |
| Partialladung am Vinyl-Kohlenstoff-Atom                      | {\displaystyle \partial ^{+}} (positive Partialladung) | {\displaystyle \partial ^{-}} (negative Partialladung)                                                                                                 |
| Bindungswinkel der Vinyl-Wasserstoff-Atome                   | Fast koplanar mit C=C-Bindung | Stark abgewinkelt |
| Hybridisierung der Vinyl-Kohlenstoff-Atome                   | fast {\displaystyle sp^{2}} | fast {\displaystyle sp^{3}} |
| Typisches Metall                                             | Metall mit schwacher {\displaystyle \pi }-Rückbindung, zum Beispiel Pd(II), Hg(II), Ag(I), Cu(I) | Metall mit starker {\displaystyle \pi }-Rückbindung, zum Beispiel Ni(0), Pd(0), Pt(0)                                                                  |

### Experimentelle Methoden
Experimentell macht sich die Schwächung der C=C-Bindung durch eine Verlängerung des-C-C-Abstandes in Kristallstrukturen, Abnahme der C=C-Streckfrequenz in Infrarotspektren oder Änderung der chemischen Verschiebung in 13C-NMR-Spektren bemerkbar.

### Orbitalsymmetrie

Ähnlichkeit der Orbitale von Metall-Alken-Komplexen und Metallacyclopropanen nach Roald Hoffmann.

Roald Hoffmann konnte durch eine Analyse der Orbitalsymmetrie zeigen, dass die beiden Grenzfälle von Metall-{\displaystyle \pi }-Komplex (DCD-Modell) und Metallacyclopropan gleichwertig sind. In einem Artikel schrieb er:

„The answer we would give, which will not satisfy some, is ‚both‘.“

Demnach sind die Orbitaldarstellungen von DCD-Modell und Metallacyclopropan äquivalent.

### Metall-Alkin-Komplexe
Für Metall-Alkin-Komplexe ergibt sich nach dem DCD-Modell der Grenzfall eines Metall-Alkin-Komplexen und eines Metallacyclopropens. Alkine sind wie Alkene {\displaystyle \sigma }-Donor-{\displaystyle \pi ^{*}}-Akzeptor-Liganden, wobei Alkine zwei orthogonale Sätze von {\displaystyle \pi }-Orbitalen besitzen. Mit einem Orbitalsatz bindet das Alkin wie das Alken an das Metallfragment ({\displaystyle \pi \rightarrow d}, Hinbindung). Mit dem zweiten {\displaystyle \pi }-Orbitalsatz kann das Alkin dann eine weitere Hinbindung oder eine {\displaystyle \delta }-Rückbindung (schwach aufgrund geringer Überlappung) ausbilden. Aufgrund der zweiten möglichen Hinbindung sind Alkine bei Koordination häufig nicht völlig linear, sondern leicht gewinkelt (das ist in der nachfolgenden Abbildung in der mesomeren Grenzstruktur (1) der Einfachheit halber nicht angedeutet).